# Silmijärvet
Silmijärvet är en sjö i Pajala kommun i Norrbotten och ingår i Torneälvens huvudavrinningsområde. Sjön har en area på 0,0857 kvadratkilometer och ligger 177,1 meter över havet. Silmijärvet ligger i Torne och Kalix älvsystem Natura 2000-område.

## Delavrinningsområde
Silmijärvet ingår i det delavrinningsområde (748505-180076) som SMHI kallar för Mynnar i Siikajoki. Medelhöjden är 200 meter över havet och ytan är 11,8 kvadratkilometer. Det finns inga avrinningsområden uppströms utan avrinningsområdet är högsta punkten. Vattendraget som avvattnar avrinningsområdet har biflödesordning 3, vilket innebär att vattnet flödar genom totalt 3 vattendrag innan det når havet efter 233 kilometer. Avrinningsområdet består mestadels av skog (68 procent) och sankmarker (30 procent). Avrinningsområdet har 0,13 kvadratkilometer vattenytor vilket ger det en sjöprocent på 0,7 procent.